# Axel Stein
Axel Stein, född 28 februari 1982 i Wuppertal, är en tysk skådespelare.
Stein har bland annat medverkat i filmerna Mera kryp i brallan och Spelkvällen.

## Filmografi (i urval)
- 2023 – Manta Manta – Zwoter Teil
- 2023 – Mera kryp i brallan
- 2024 – Spelkvällen